# Mount Keith
Mount Keith är ett berg i Antarktis. Det ligger i Östantarktis. Nya Zeeland gör anspråk på området. Toppen på Mount Keith är 1 530 meter över havet, eller 151 meter över den omgivande terrängen. Bredden vid basen är 2,0 km.